# Chris Rea (album)
Chris Rea je album stejnojmenného zpěváka, které bylo vydáno v roce 1982.

## Seznam skladeb
1. „Loving You“
2. „If You Choose To Go“
3. „Guitar Street“
4. „Do You Still Dream?“
5. „Every Beat Of My Heart“
6. „Goodbye Little Columbus“
7. „One Sweet Tender Touch“
8. „Do It For Your Love“
9. „Just Want To Be With You“
10. „Runaway“
11. „When You Know Your Love Has Died“